# Lamborghini Lambo V12 Vision Gran Turismo

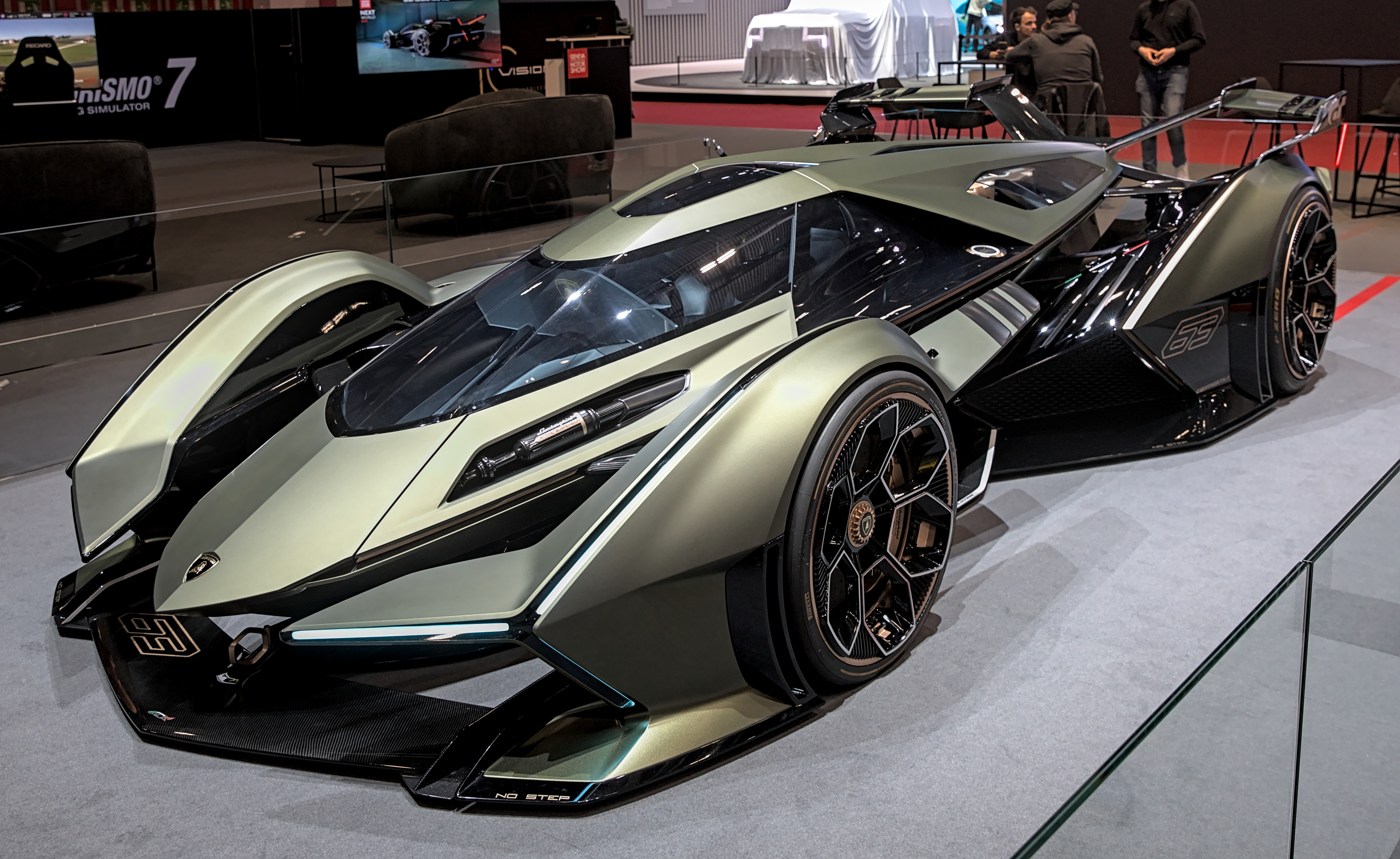
Vista de lado do Lamborghini Lambo V12 Vision Gran Turismo

O Lamborghini Lambo V12 Vision Gran Turismo é um carro-conceito desenvolvido pela Lamborghini Centro Stile e apresentado em novembro de 2019. Projetado no âmbito do projeto Vision Gran Turismo, ele incorpora uma visão futurista de desempenho e design automotivo.

## História
Em 24 de novembro de 2019 (dia das Finais Mundiais da FIA GTC de 2019), a Lamborghini revelou o "Lambo V12 Vision Gran Turismo" - um carro de desempenho de assento único, vagamente semelhante a um protótipo esportivo.  Apesar de ter sido revelado quando as atualizações do Gran Turismo Sport ainda estavam ativas (com a última atualização do Sport em novembro de 2021 sendo 1.66 em julho de 2021, que adicionou o Toyota GR86 de segunda geração),  o carro só foi visto em ação pela primeira vez no trailer da data de lançamento do Gran Turismo 7. 
A Lego lançou um modelo oficial do Lambo V12 Vision Gran Turismo em maio de 2024. 

## Projeto
O design do Lambo V12 Vision Gran Turismo reflete as linhas características da Lamborghini, ao mesmo tempo em que explora ideias ousadas e futuristas. A linha central distinta e as janelas laterais hexagonais lembram o Lamborghini Marzal de 1968, enquanto as assinaturas de luz em forma de "Y" na frente e atrás reinterpretam um elemento icônico da marca.  

## Recepção
A Lamborghini projetou este carro-conceito para cativar um público jovem, especialmente fãs de videogames e carros de corrida virtuais. Stefano Domenicali, então CEO da Lamborghini, disse que este projeto reflete o compromisso da marca com as novas gerações e a inovação tecnológica. 